# Independência total
Independência total è l'inno nazionale di São Tomé e Príncipe. Il testo del brano è in lingua portoghese ed è stato scritto da Alda Neves da Graça do Espírito Santo, mentre la musica è stata composta da Manuel dos Santos Barreto de Sousa e Almeida. Il brano è stato adottato come inno nel 1975.

## Testo
Independência total,
Glorioso canto do povo,
Independência total,
Hino sagrado de combate.
Dinamismo
Na luta nacional,
Juramento eterno
No pais soberano de São Tomé e Príncipe.
Guerrilheiro da guerra sem armas na mão,
Chama viva na alma do porvo,
Congregando os filhos das ilhas
Em redor da Pátria Imortal.
Independência total, total e completa,
Costruindo, no progresso e na paz,
A nação ditosa da Terra,
Com os braços heróicos do povo.
Trabalhando, lutando, presente em vencendo,
Caminhamos a passos gigantes
Na cruzada dos povos africanos,
Hasteando a bandeira nacional.
Voz do porvo, presente, presente em conjunto,
Vibra rijo no coro da esperança
Ser herói no hora do perigo,
Ser herói no ressurgir do País.
Dinamismo
Na luta nacional,
Juramento eterno
No pais soberano de São Tomé e Príncipe.

## Traduzione
Totale indipendenza,
Canto glorioso del popolo,
Totale indipendenza,
Inno sacro di combattimento.
Dinamismo
Nella lotta nazionale,
Giuramento eterno
Per il paese sovrano di São Tomé e Príncipe.
Guerrieri nella guerra senza armi,
Fiamma viva nell'anima del popolo,
Gruppi di figli delle isole
Intorno alla Patria Immortale.
Indipendenza totale, totale e completa,
Costruire, in progresso e di pace,
Con le mani eroiche del popolo,
La nazione più felice del mondo.
Lavorando, lottando, lottando e conquistando,
Andiamo avanti con passi da gigante
Nella crociata dei popoli africani,
Alzaiamo la bandiera nazionale.
La voce del popolo presente, presente e unito,
Forte battito nel cuore della speranza
Per essere un eroe nell'ora del pericolo,
Un eroe della rinascita della Nazione.
Dinamismo
Nella lotta nazionale,
Giuramento eterno
Per il paese sovrano di São Tomé e Príncipe.